# Joe West (arbitre)
Pour les articles homonymes, voir Joseph West et West.
Joseph Henry West, né le 31 octobre 1952, surnommé Cowboy Joe, est un arbitre de baseball professionnel américain. Il arbitre dans les ligues majeures de baseball (MLB) entre 1976 et 2021.